# Urban Entertainment Center
Unter einem Urban Entertainment Center (UEC) versteht man eine Weiterentwicklung des Einzelhandelimmobilientyps Einkaufszentrum, das durch thematisch integrierte Freizeit- und Unterhaltungsangebote erweitert wird.

## Entstehung
Die Entwicklung der modernen UEC basiert auf der Krise des klassischen Einzelhandels. Beginnend in den 1960er und 1970er Jahren ging der Trend daher hin zu Einkaufszentren, wo dem Konsumenten unter einem Dach zahlreiche verschiedene Geschäfte angeboten wurden. Klassische Ausformungen von Einkaufszentren bestehen aus einem Hauptlaufweg in der Mitte mit je einem Ankermieter an jeder Seite. Diese Form wird auch „Hundeknochen“ genannt. Einkaufszentren sind in der Regel geschlossene Gebäude mit zahlreichen PKW-Stellplätzen. Wirtschaftlich gesehen ziehen die Ankermieter die Kundschaft an, die wesentlichen Mieteinnahmen werden über die kleineren Geschäfte dazwischen generiert.
Das Kaufverhalten der Konsumenten lässt sich seit den 1990er Jahren nur noch schwer einschätzen. Anstelle des bisherigen Entweder-oder zwischen den auf dem Vormarsch befindlichen Discountern und teureren Marken entstand der so genannte hybride Verbraucher, der seinen Bedarf fallweise in beiden Segmenten bedient. Zudem stagnierten die Umsätze des Einzelhandels sowohl absolut als auch relativ (bezogen auf die absolute Kaufkraft).
Die Antwort der in der Konzeption von Einzelhandelsimmobilien tätigen Unternehmen darauf ist das UEC. Kerngedanke eines UEC ist ein durch Unterhaltung bestimmtes Image, d. h. nach außen hin wird vor allem die Unterhaltung propagiert. Durch die entsprechenden Nutzungen werden die Kunden angezogen und in eine entspannte Grundstimmung versetzt. An Stelle des zielgerichteten Erwerbs tritt der Spontankauf. Wirtschaftlich gesehen sind die Unterhaltungsnutzungen nicht tragfähig, da die zu erzielenden Mieten zu gering sind. Die wirtschaftlich entscheidende Komponente ist also der Einzelhandel, ergänzt durch Gastronomie. Da sich UEC letztlich aus Einkaufszentren weiterentwickelt haben, verlaufen die Trennlinien oft unscharf.

## Funktionsweise und Zusammensetzung

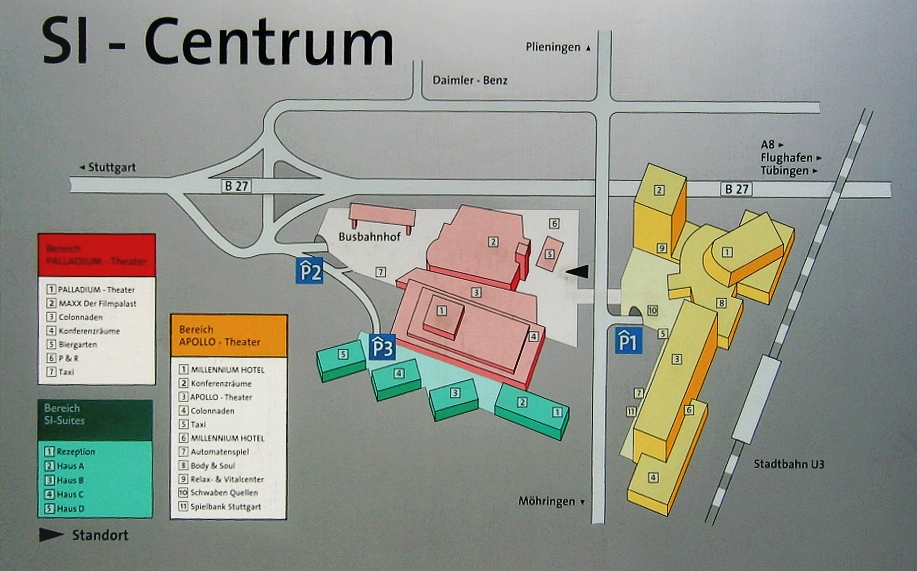
Stuttgart, SI-Centrum

Das entscheidende Kriterium für ein UEC ist die Art der Unterhaltungsnutzung. Diese umfasst oft ein Multiplex-Kino, ein Musical, eine Spielbank oder Bowling, bisweilen jedoch auch sehr individuelle Komponenten. Eine Kategorisierung ist daher nur bedingt möglich. Einzelhandel und Gastronomie gruppieren sich thematisch und örtlich um ein zentrales Thema. Im Idealfall sind die Grenzen so verwischt, dass sie für den Besucher nicht mehr wahrgenommen werden. UEC haben in aller Regel keine Fenster oder anderen Außenbezüge, so dass der Besucher aus dem Alltag entführt wird und seine Konsumbereitschaft wächst. Daher sucht man in UEC Uhren vergeblich.
Für das Verhältnis der Flächen untereinander gibt es keine festen Regeln. Es wird jedoch davon ausgegangen, dass die Nutzungen für Unterhaltungszwecke mindestens ein Drittel bis die Hälfte der Gesamtfläche einnehmen. Sobald der Anteil der Unterhaltungseinrichtungen zu gering wird (was wirtschaftlich verlockend erscheint, da diese Objekte vergleichsweise niedrige Mieten generieren), kippt der Charakter zuungunsten der Unterhaltung, weshalb das Objekt dann als UEC nicht mehr funktioniert. Die Nutzfläche eines UEC beträgt im Regelfall mindestens 20.000–30.000 m². Während das UEC baukonstruktiv gesehen eine schlichte und flexibel (um)nutzbare Hülle darstellt, kommen der Gestaltung und Details wesentliche atmosphärische Bedeutung zu. Die technische Gebäudeausrüstung ist meist sehr aufwändig.
Hinsichtlich der Lage gibt es kaum feste Regeln. Im Stadtzentrum können Probleme mit An- und Abfahrt entstehen. Meistens kommt eher die Peripherie von Städten in Frage, seltener isolierte Lagen außerhalb von Ballungszentren, da dann das Einzugsgebiet zu gering ist.
Umstritten ist die Frage, ob das Wort „Urban“ in der Bezeichnung UEC überhaupt angemessen ist. Da diese Zentren selten in der Innenstadt gelegen sind, sind sie nicht in Urbanität eingebunden. Eher kann man davon ausgehen, dass Urbanität künstlich hergestellt wird. Hintergrund hierzu ist die Entstehung des UEC-Konzeptes in den USA, wo an vielen Orten die Innenstädte wenig urbane Eigenschaften aufweisen (Zersiedlung, Suburbanisierung). Dies ist insofern USA-spezifisch, als die Vermischung von Einkaufs-, Freizeit- und Unterhaltungsangeboten auf engem Raum seit jeher ein Kennzeichen insbesondere von europäischen Innenstädten ist. Auch ganze Gebäudekomplexe wurden schon in der Vergangenheit dieser gemischten Nutzung gewidmet; ein bekanntes Beispiel ist das Pariser Palais Royal, das mit Läden, Gaststätten, Spielhallen und Theatern im 18. Jahrhundert ein beliebter Treffpunkt der Bevölkerung war. Daher ist in Europa der Bedarf nach „künstlich generierter Urbanität“ geringer als in den USA, was einer der Gründe dafür ist, dass sich diese Form des Zentrums in Europa eher zögerlich bzw. durch abgestufte Metamorphose klassischer Einkaufszentren etabliert.
In keinem Falle sind UEC mit den Factory-Outlet-Centern (FOC) zu verwechseln, die eine gänzlich andere Ausrichtung haben.
UEC sind in wirtschaftsgeographischer Hinsicht eine Spezialform eines Clusters, weil darin Einzelhandelsbetriebe, Betriebe der Gastronomie und Freizeitwirtschaft, Kultureinrichtungen und sonstige Dienstleistungsbetriebe im Interesse der Nutzung von Synergien eine Standortgemeinschaft, ein Netzwerk und eine Wertschöpfungskette bilden.

## Beispiele

### Kanada
- West Edmonton Mall, Edmonton: weltweit größtes Einkaufszentrum mit UEC-Elementen

### USA
- Mall of America, Minneapolis: Sehr großes Einkaufszentrum mit UEC-Elementen
- Forum Mall, Las Vegas: An ein Spielcasino angeschlossenes UEC, sehr geschickte Verbindung von thematischen und Unterhaltungskomponenten mit Einzelhandel, auch baulich sehr interessant (sehr frei römischen Elementen nachempfunden, mit künstlichem Himmel)

### Deutschland
- Sony Center, Berlin: bietet seit Januar 2000 Platz für eine Kombination aus Arbeiten, Wohnen und Unterhaltung.
- SI-Centrum, Stuttgart: Erlebniszentrum mit zwei Musicaltheatern, Thermalbad und Hotel.
- CentrO, Oberhausen: ein großes Einkaufszentrum, das von Beginn an mit Entertainmentkomponenten geplant und gebaut worden ist (vgl. Neue Mitte Oberhausen).
- Skyline Plaza, Frankfurt am Main: Eröffnung 29. August 2013.

### Österreich
- Plus City, Linz
- Airportcenter, Himmelreich: Einkaufszentrum mit einem Hotel, einem Kino, zwei Großdiskotheken und diversen Lokalen und Bars
- Gasometer, Wien: Umgebaute Gasbehälter mit Kino, Shoppingmall, Lokalen und einer Veranstaltungshalle (4.200 Personen)
- Donauzentrum, Wien
- Shopping City Süd, Vösendorf bei Wien
- Millennium City, Wien

### Schweiz
- Sihlcity, Zürich: Einkaufs- und Erlebniszentrum mit Restaurants, Bars, Cafés, Kino mit neun Sälen, Hotel, Fitness- und Wellnesscenter, Kirche, Kulturzentrum, Bibliothek, Büros und Wohnungen.
- Westside, Bern: Einkaufs- und Erlebniszentrum mit Restaurants, Bars, Cafés, Kino, Fitness- und Wellnesscenter

### Vereinigte Arabische Emirate
- DubaiLand, Dubai: aktuell im Bau befindliches, bei Eröffnung (geplant noch vor 2020) voraussichtlich größtes Urban Entertainment Center der Welt